# 求核付加反応
有機化学において 求核付加反応（きゅうかくふかはんのう、Nucleophilic addition）とは、付加反応の一つで、化合物に求核剤が付加することによってπ結合が解裂し、新たに2つの共有結合が生成する反応である。
求核付加反応を行う化合物は以下のような多重結合を持つものに限定される。
- 炭素-ヘテロ原子多重結合 - カルボニル基、イミン、ニトリル
- 炭素-炭素多重結合 - アルケン、アルキン

## 炭素-ヘテロ原子への付加
カルボニル基やニトリルのような炭素-ヘテロ原子多重結合への求核剤の付加は変化に富んでいる。それらの結合は2原子間の電気陰性度の差によって炭素側が正に帯電する。この炭素が求核剤の主なターゲットとなる。
YH + R1R2C=O → YR1R2C-O- + H+ → YR1R2C-OH
このタイプの反応を 1,2-求核付加 (1,2-nucleophilic addition) と呼ぶ。この求核攻撃における立体化学は、両方のアルキル基が異なりかつキレートやルイス酸のような制御剤を使用しない限り、ラセミ体の生成物を与える。付加反応に続いて脱離反応がともなう場合があり、求核アシル置換反応や付加脱離反応はその例である。

### カルボニル基
カルボニル基への求核付加反応には以下のようなものがある。
- 水を付加させるとジェミナルジオールが生成。（水和反応）
- アルコールを付加させるとアセタールが生成。（アセタール化）
- ヒドリドを付加させるとアルコールが生成。（還元）
- アミンとホルムアルデヒドとカルボニル化合物を反応させるとβ-アミノカルボニル化合物が生成。（マンニッヒ反応）
- エノラートイオンを付加させるアルドール反応、森田・ベイリス・ヒルマン反応。
- 有機金属求核剤を付加させるグリニャール反応、バービアー反応、レフォルマトスキー反応。
- イリドを付加させるウィッティヒ反応、コーリー・チャイコフスキー反応、ピーターソン反応。
- ホスホン酸カルバニオンを付加させるホーナー・ワズワース・エモンズ反応。
- ピリジン誘導体から発生させた双性イオンを付加させるハミック反応。
- アセチリドを付加させるファヴォルスキー反応。

### ニトリル
ニトリルへの求核付加反応には以下のようなものがある。
- アミンまたはカルボン酸への加水分解。
- 有機亜鉛求核剤を付加させるブレーズ反応。
- アルコールを付加させるピナー反応。
- ニトリル同士を縮合させるソープ反応。

### イミン、他
イミンへの求核付加反応には以下のようなものがある。
- ヒドリドを付加させアミンにするエシュバイラー・クラーク反応。
- 水を付加させカルボニル化合物にするネフ反応。

その他
- イソシアネートにアルコールを付加させてウレタンを形成する反応。

求核剤がカルボニル中心に攻撃する特定の角度のことをBürgi-Dunitz angleと呼ぶ。

## 炭素-炭素二重結合への付加
{\displaystyle {\ce {Y-Z + C=C -> Y-C-C-Z}}}
反応の駆動力となるのは、電子不足な不飽和系（-C=C-）と求核剤 Y- による共有結合の形成である。Y- 上の陰電荷は炭素-炭素結合に移動する。
段階1) {\displaystyle {\ce {{Y^{-}}+-C=C(X)->{Y-C-C(X)^{-}}-}}}
ステップ2では陰電荷を帯びたカルバニオンと正電荷を帯びた Z+ とが結合して 2番目の共有結合が形成する。
段階2) {\displaystyle {\ce {{Y-C-C(X)^{-}}-+Z+->Y-C-C(X)-Z}}}
普通のアルケンは求核攻撃の影響を受けにくい。
スチレンはトルエン中でナトリウムと反応し、カルバニオン中間体を経て1,3-ジフェニルプロパンを形成する。
{\displaystyle {\ce {Ph-CH3 + Na -> Ph-CH2- + NaH}}}
{\displaystyle {\ce {Ph-C=CH2 + Ph-CH2- -> Ph-CH2CH2CH2-Ph}}}
他の例外にはバレントラップ反応がある。また、フラーレンは反応性のある不飽和二重結合を持ち、ビンゲル反応のように多くの反応を受ける。
Xがカルボニル基またはカルボキシル基またはシアノ基のときの反応は共役付加反応と呼ぶ。置換基Xはその誘起効果によって炭素原子上の陰電荷を安定化する。
Y-Zが活性水素化合物のときの反応はマイケル付加である。
ペルフルオロアルケンは付加反応を起こしやすい。例えば、フッ化セシウムやフッ化銀(I)由来のフッ化物イオンはペルフルオロアルケンに付加してペルフルオロアルキルアニオンを与える。